# Digitaria longiflora
Digitaria longiflora är en gräsart som först beskrevs av Anders Jahan Retzius, och fick sitt nu gällande namn av Christiaan Hendrik Persoon. Digitaria longiflora ingår i släktet fingerhirser, och familjen gräs. Inga underarter finns listade i Catalogue of Life.